# Charleston (cratera)
Charleston é uma cratera marciana. Tem como característica 1.5 quilômetros de diâmetro. Deve o seu nome a Charleston, uma cidade na província da Carolina do Sul, nos Estados Unidos.